# Мюнхенська промова Путіна
48°08′15″ пн. ш. 11°34′30″ сх. д. / 48.1375° пн. ш. 11.575° сх. д.
Мюнхенська промова Путіна — промова президента Російської Федерації В. В. Путіна на Мюнхенській конференції з питань політики безпеки 10 лютого 2007. Промова Путіна, запрошеної головою Горстом Тельчіком, стала першим виступом російського глави держави на цьому форумі. Головною темою конференції було «Мир через діалог: Глобальні кризи – Глобальна відповідальність». Основними аспектами промови Володимира Путіна 10 лютого 2007 року стали «уніполярний світовий порядок», розширення НАТО на схід, роззброєння та іранська ядерна програма. Цю промову розцінюють як послання Росії до Заходу, яке відкидало роль другорядної сили у світовій політиці на користь США. Вона позначила значну зміну у зовнішній політиці Росії, демонструючи більш упевнену та незалежну позицію на міжнародній арені. Путін підкреслив готовність Росії захищати свої інтереси та брати активнішу участь у формуванні глобального порядку.
Промова викликала світовий резонанс. Учасники та ЗМІ, іноді з шоком, називали її «запальною промовою» та ознакою «нової холодної війни».
Згодом критики вбачали у заявах Путіна ранні ознаки імперського повороту Росії, який призвів до війни в Україні та загрожував західному порядку. Російська влада та прихильники промови розглядають її як раннє та чітке попередження Путіна щодо гегемонії США. На їхню думку, США, НАТО та ЄС проігнорували це попередження, спровокувавши згодом військовий конфлікт у Східній Європі замість сприяння багатополярному світовому порядку.
Згодом, 24 жовтня 2014, Путін виголосив схожу за спрямованістю «Валдайську промову», яку багато аналітиків вважали продовженням мюнхенської.

## Передумови
З розпадом СРСР Росія, незважаючи на перебирання непропорційно великої частки статків колишнього СРСР, опинилась у вкрай важкому економічному становищі, що обумовило необхідність звернення до США та інших країн про пряму продуктову допомогу. Згодом Росія дещо виправила своє фінансове становище завдяки надвисоким цінам на енергоносії, насамперед, на нафту (термін «енергетична наддержава» вперше був запроваджений у Росії роком раніше), що дозволило російському політикуму порушити питання про наміри стати одним з полюсів у глобальній світовій політичній системі.

## Ключові тези
- «Для сучасного світу однополярна модель є не тільки неприйнятною, але й узагалі неможливою».
- «Уся система права однієї держави, перш за все, звичайно, США, переступила свої національні кордони в усіх сферах: і в економіці, і в політиці, і в гуманітарній сфері нав'язується іншим державам».
- «Єдиним механізмом прийняття рішень щодо використання військової сили як останнього аргументу може бути тільки Статут ООН».
- «Росія — країна з більш ніж тисячолітньою історією, і практично завжди вона користувалася привілеєм проводити незалежну зовнішню політику. Ми не збираємося зраджувати цій традиції і сьогодні».

## Реакція
Наміри В. Путіна перетворити Росію в один з полюсів світової політики жодним чином не відповідав місцю Росії в світовій економіці, тому не розглядався західними політиками як захід щодо забезпечення Росією власних економічних інтересів, навпаки, він показав, що Росія буде намагатись отримати своє місце в розподілі впливу не економічними, а, насамперед, силовими засобами. Саме тому одразу після заяви Путіна на Заході (насамперед, у США) було заявлено про відновлення холодної війни. Американські делегати на конференції зійшлися на думці, що в промові Путіна мали місце «найагресивніші висловлювання, які будь-хто з російських лідерів робив з часів холодної війни».
Зважаючи на технологічну та економічну відсталість Росії, промова Путіна не була сприйнята американським міністром оборони як така, що визначала загрози для США та їхніх союзників.